# محمود بن حمزة الكرماني
برهان الدين أبو القاسم محمود بن حمزة بن نصر الشافعي الكرماني الملقب بـتاج القراء (؟ - ق. 1107) عالم مسلم فارسي في القرن الخامس الهجري/ الحادي عشر الميلادي. من أهل كرمان. تفقه وأصبح من العلماء الفقهاء الشافعية‌ وهو صاحب التصانيف بالعربية وعالم بالقراءات ونحوي ومفسر ومن أعلام القرن القرن الخامس الهجري واشتهر في تفسير القرآن. على الرغم من ثناء ابن الجزري ووياقوت الحموي عليه وذكر بعض كتبه، قد انتقده السيوطي والزركلي. له خط المصاحف والبرهان في متشابه القرآن ولباب التأويل ولباب التفاسير.

## سيرته
هو محمود بن حمزة بن نصر الكرماني، برهان الدين، أبو القاسم ويعرف بتاج القراء. ولد في كرمان ونشأ بها. أصبح من العلماء الفقهاء الشافعية وهو صاحب التصانيف وعالم بالقراءات ونحوي ومفسر ومن أعلام القرن القرن الخامس الهجري. ويبدو أن ملازمته لوطنه كرمان وعدم رحتله في طلب العلم لم يدع له شهرة بين مؤلفي الطبقات حتى جهلت سنة ميلادة ووفاته وكل ما عرف عن حياته أنه كان في حدود الخمسمائة وتوفي بعدها 500 هـ/ 1107 م. وأرخ الزركلي تاريخ وفاته نحو 505 هـ/ 1110 م. والظاهر أنه كان عصامياً في العلم وتتلمذ على ما وصله من الكتب واعتمد على ذكائه الذي وصفه ياقوت بأنه «كان عجباً». والمؤكد أنه كان يعيش في آخر القرن الخامس هـ وأول السادس وتحديداً في النصف الثاني من القرن السادس هـ. وقد نقل قليلاً من مسائل كتابه عن أبي مسلم محمد بن علي بن الحسين بن مهرايزد الإصفهاني الذي ألف تفسيراً في عشرين مجلداً.

## نقد تفسيره
على الرغم من ثناء ابن الجزري وياقوت الحموي عليه وذكر بعض كتبه، قد انتقده السيوطي في الإتقان حول كتابه لباب التفاسير وقال «فيه أقوال منكرة لا يحل الاعتماد عليها ولا ذكرها إلا للتحذير منها». من ذلك أنه نقل قول أبي مسلم في «حم عسق»: إن الحاء حرب علي ومعاوية، والميم ولاية المروانية، والعين ولاية العباسية، والسين ولاية السفيانية، والقاف قدرة مهدي، وقال : «أردت بذلك أن يُعلم أن فيمن يدعي العلم حمقى». ومنه نقله قول من قال في «ألم»: معني ألف، ألف الله محمداً فبعثه نبياً ومعنی لام لامه الجاحدون وأنكروه، ومعنی ميم الجاحدون المنكرون، من الموم، وهو البرسم. وقال الزركلي : «وثمة ترهات أخری حكاها في تفسيره، نقل السيوطي بعضها ونقل طاشكبري بعضاً آخر، واستنكر إيراده لها».

## مؤلفاته
1. العنوان في النحو
2. خط المصاحف
3. شرح اللمع لابن جني
4. اختصار اللمع لابن جني
5. الإيجاز، مختصر الإيضاح للفارسي.
6. لباب التأويل
7. البرهان في توجيه متشابه القرآن لما فيه من الحجة والبيان طبع تحت عنوان «أسرار التكرار في القرآن».
8. غرائب التفسير وعجائب التأويل، وهو المعروف بـ «العجائب والغرائب» في عشر مجلدات، أوله «نبدأ باسم الله ونحمده ونعبده.» .ذكر فيه أن أكثر الناس يرغبون في غرائب تفسير القرآن وعجائب تأويل فجمع له ما قدر مقنعاً لرغبتهم.
9. النهاية في شرح الغاية للكرماني